# EEM-Syndrom
Das EEM-Syndrom, Akronym für Ektodermaler Dysplasie, Ektrodaktylie und Makuladegeneration, ist eine sehr seltene angeborene Erkrankung mit einer Kombination von Fehlbildungen aus dem äußeren Keimblatt, von Spalthand oder Spaltfuß und Sehverlust durch Makuladegeneration.
Die Erstbeschreibung stammt aus dem Jahre 1983 durch die japanischen Kinderärzte Shozo Ohdo, Kiyotake Hirayama und Tamotsu Terawaki.

## Vorkommen
Die Häufigkeit wird mit unter 1 zu 1.000.000 angegeben. Die Vererbung erfolgt wahrscheinlich autosomal-rezessiv.

## Ursache
Der Erkrankung liegen Mutationen im CDH3-Gen auf Chromosom 16 Genort q22.1 zugrunde, welches für das Cadherin-3 Protein (P-Cadherin) kodiert, ein Calcium bindendes Protein, das in unterschiedlichen Geweben für den Zellkontakt zuständig ist.
Dieses Gen ist auch bei der Hypotrichose mit juveniler Makuladystrophie beteiligt.
Mutationen im TP73L-Gen auf Chromosom 3 auf q28 könnten auch mit ein Auslöser sein.

## Klinik
Im Rahmen der Ektodermalen Dysplasie können auch Behaarungsstörungen, Zahnanomalien und das Fehlen der Augenbrauen vorkommen.

## Diagnostik
Die Spaltbildungen in Hand oder Fuß können bereits im Mutterleibe mittels Sonographie nachgewiesen werden.

## Differentialdiagnostik
Abzugrenzen ist die Hypotrichose mit juveniler Makuladystrophie.

## Therapie
Eine ursächliche Behandlung ist nicht bekannt.